# Lagameshwar, Gokak
Lagameshwar là một làng thuộc tehsil Gokak, huyện Belgaum, bang Karnataka, Ấn Độ.